# Autobahndreieck Charlottenburg
Das Autobahndreieck Charlottenburg (Abkürzung: AD Charlottenburg; Kurzform: Dreieck Charlottenburg) ist ein Autobahndreieck in Berlin. Hier trifft die Bundesautobahn 111 (Autobahnzubringer Hamburg) auf den westlichen Berliner Stadtring (A 100).

## Lage
Das Dreieck liegt auf dem Stadtgebiet von Berlin im Ortsteil Charlottenburg-Nord des Bezirks Charlottenburg-Wilmersdorf. Umliegende Ortsteile sind Charlottenburg, Siemensstadt, Berlin-Westend und Tegel. Es befindet sich rund fünf Kilometer westlich des Brandenburger Tors und rund 20 Kilometer nordöstlich von Potsdam.
Unweit des Dreiecks Charlottenburg befindet sich das Charlottenburger Schloss (im Süden), der Flughafen Tegel (im Norden) und die Spree (im Südosten).
Das Autobahndreieck Charlottenburg trägt auf der A 100 die Anschlussstellennummer 4, auf der A 111 die Nummer 13.

## Bauform und Ausbauzustand
Die A 100 ist je Richtung dreistreifig ausgebaut, die A 111 je Richtung zweistreifig. Alle Verbindungsrampen sind zweistreifig, es bestehen allerdings nur Verbindungen von Süden nach Norden und umgekehrt, die Verbindungen von der A 111 in Richtung Mitte werden über die Ausfahrt Kurt-Schumacher-Platz (ehemals: Kreuz Reinickendorf) bedient.
Das Dreieck ist als Gabelung ausgeführt. Es sind Anschlüsse zum Siemensdamm und zum Tegeler Weg integriert.
Die Haupttrasse führt in einer Geraden von West nach Ost und verbindet die von der Rudolf-Wissell-Brücke im Süden kommende A 100 mit der nach Norden verlaufenden A 111.
Ein geplanter Umbau soll neben einer Komplettsanierung auch eine verbesserte und leistungsfähigere Verkehrsführung für alle Verkehrsbeziehungen bewirken.

## Verkehrsaufkommen
Das Dreieck Charlottenburg wird täglich von rund 149.000 Fahrzeugen befahren.
| Von                           | Nach                      | Durchschnittliche tägliche Verkehrsstärke | Durchschnittliche tägliche Verkehrsstärke | Durchschnittliche tägliche Verkehrsstärke | Anteil Schwerlastverkehr | Anteil Schwerlastverkehr | Anteil Schwerlastverkehr |
| Von                           | Nach                      | 2005                                      | 2010                                      | 2015                                      | 2005                     | 2010                     | 2015                     |
| ----------------------------- | ------------------------- | ----------------------------------------- | ----------------------------------------- | ----------------------------------------- | ------------------------ | ------------------------ | ------------------------ |
| AS Jakob-Kaiser-Platz (A 100) | AD Charlottenburg         | 062.100                                   | 078.300                                   | 050.300                                   | 4,4 %                    | 5,0 %                    | 5,3 %                    |
| AD Charlottenburg             | AS Spandauer Damm (A 100) | 176.700                                   | 122.800                                   | 167.000                                   | 4,5 %                    | 4,6 %                    | 3,6 %                    |
| AS Heckerdamm (A 111)         | AD Charlottenburg         | 094.900                                   | 086.000                                   | 080.300                                   | 4,2 %                    | 4,9 %                    | 4,9 %                    |